# Sør-Odal
Sør-Odal este o comună din provincia Innlandet, Norvegia.